# TV2 Øst
 Ikke at forveksle med TV 2/Østjylland.
TV2 ØST er en public service TV-station, der dækker Vest- og Sydsjælland samt Lolland-Falster (mao. de to tidligere amter, Storstrøms Amt og Vestsjællands Amt).
Stationens regionale nyhedsudsendelser kan ses to-tre gange om dagen på TV 2s sendefrekvenser. TV2 ØSTs mest sete program er nyhedsudsendelsen 19.30 med regionale nyheder. Ud over TV leverer TV2 ØST regionale nyheder via deres hjemmeside, apps, rss, podcast, tekst-tv, Facebook og Instagram. TV2 ØST opererer som en selvstændig virksomhed og er finansieret af licensmidlerne. TV2 ØST drives fra Vordingborg. Tidligere har man også haft en redaktion i Holbæk.

## Historie

### 1990'erne
Kanalen sendte første gang 2. januar 1991 med Ole Dalgaard som direktør, hvor kanalen havde fokus på fiktion og indkøbte udenlandske serier. Det fik en lunken modtagelse af seerne, der hellere ville se regionale nyhedsudsendelser.
Efter Peter Harms Larsen tiltrådte som direktør i 1992 ændrede kanalen fokus til nyheder og reportager. Kanalen fik langsomt flere seere, og i 1997 og 1998 var det den mest sete regionalkanal. Som følge af svigtende reklameindtægter blev kanalen nødt til at skære ned i antallet af medarbejdere i 1999.

### 2000'erne
I 2004 blev datterselskabet East Production etableret, men som følge af medieforliget i 2007, blev kanalen nødt til at sælge selskabet igen i 2008. Siden 11. januar 2012 har TV ØST sendt hele døgnet, hvor kanalen tidligere havde begrænset sendetid.

### 2010'erne
Navneskift
TV ØST skiftede 2. september 2014 navn fra TV2 ØST til TV ØST, for at fjerne 2-tallet i sit navn og skærpe sin identitet, som en selvstændig TV-station. Den 8. april 2019 skiftede stationen navn igen til TV2 Øst, altså stationens oprindelige navn. Det skete i forbindelse med lanceringen af et nyt nyhedsformat med mere digitalt fokus.
Planer om mediehus
Siden 2015 har TV2 ØST satset på regionalt indhold, hvor TV-stationen planlægger at omdanne sig til mediehus.
Efter flere forsøg på at omstille TV2 ØST til mediehus med mere fokus på digitale nyheder på nettet og sociale medier blev der gennemført en større omstrukturering af organisationen i 2019. Det skabte uro blandt de ansatte, og i 2019 bragte Fagbladet Journalisten historien om, at TV2 ØST var ramt af udbredt mistillid, sygemeldinger og sågar gråd på gangene. Flere ansatte var utilfredse med ledelsen, og det fik kort efter chefredaktør Jesper Friis til at forlade sin stilling på TV2 ØST.

## Sendeområde
TV2 ØST dækker 12 af de 17 kommuner i Region Sjælland: Odsherred, Holbæk, Kalundborg, Sorø, Slagelse, Ringsted, Stevns Faxe, Næstved, Vordingborg, Guldborgsund, Lolland.
De resterende kommuner der ikke dækkes er: Lejre, Roskilde, Køge, Solrød og Greve. Disse kommuner dækkes af TV 2 Kosmopol.

## Direktører
- Ole Dalgaard (1991-1992)[2]
- Peter Harms Larsen (1992-1998)[9]
- Vagn Petersen (1998-2022)[10]
- Anette Kokholm (2022-2024)[11]
- Ole Hampenberg Andersen (2024-

## Kendte medarbejdere

### Både journalist og forfatter
Blandt kanalens mere kendte medarbejdere gennem tiden kan journalist og forfatter Jesper Clemmensen, der i 2012 modtog prisen for Årets Historiske Bog for Flugtrute Østersøen (2012), blandt andet nævnes. Et af bogens kapitler dannede senere udgangspunkt i den dansk-tyske dokumentarfilm Flugten fra DDR fra 2014.

### Fra DR til TV Øst
Jeppe Nybroe, tidligere nyhedsoplæser ved DRs TV-Avisen, har været ansat ved TV2 Øst i perioden 2009-11; hvor han har været både nyhedsoplæser og nyhedsredaktør; Nybroe har også skrevet bogen, Kidnappet - i islamisternes fangehul (2015).

## Populære tv-programmer
Kanalens primære funktion er at sende regionale nyhedsudsendelser. Derudover sendes der natur, mad og kunstprogrammer samt dokumentarserier som f.eks. Kåres Danmarkshistorie med Kåre Johannessen fra Middelaldercentret.
Af andre kendte programmer kan disse nævnes:
- Drømmejobbet
- Mit kæreste eje
- Præstens Lektie
- Vis mig din landsby
- Hvem er du?

## Arrangementer og andre tiltag
TV2 Øst har siden starten tilstræbt at være mere end blot nyhedsoplæsninger og reportager fra Sjællands kulturelle og politiske begivenheder. Som en del af denne palette afholder TV2 Øst aktiviteter med fokus på fællesskab og socialt samvær for at glæde og gavne seerne.
- Tilbage i 1990'erne var det muligt at blive medlem af Club East, som tilbød samvær ved kulturelle arragementer i regionen og rabatter på entré mv.

- TV2 Øst har flere gange afholdt TV ØST-løbet,[16] bl.a. i Ringsted og Næstved.[17]
- TV2 Øst satser på nye medier og er således til stede på bl.a. Snapchat. Der findes også tv-reklamer for dette tiltag, som beder om flere følgere.[18]